# 义梅水库
义梅水库于1958年建成，位於中國广西壮族自治区南宁市。灌溉面积在4000亩以下，总库容960万立方米，可拦蓄水库以上径流20%。灌区内有古朗、樟格、敢局等大蓄水塘，有拦蓄、调节径流作用。